# Golpe de Estado no Mali em 2021
O golpe de Estado do Mali em 2021 começou na noite de 24 de maio de 2021, quando o exército do Mali capturou o presidente Bah N'daw, o primeiro-ministro Moctar Ouane e o ministro da Defesa Souleymane Doucouré. Assimi Goita, o chefe da junta que liderou o golpe de Estado de 2020, anunciou que N'daw e Ouane foram destituídos de seus poderes e que novas eleições seriam realizadas em 2022.
Este é o terceiro golpe de Estado do país em dez anos, após as tomadas militares de 2012 e 2020.

## Antecedentes
Nove meses antes do golpe de Estado de 2021, o presidente Ibrahim Boubacar Keïta havia sido destituído do poder por um golpe militar, em agosto de 2020. Isso se seguiu a meses de distúrbios no Mali após irregularidades nas eleições parlamentares de março e abril e do sequestro do líder da oposição Soumaila Cissé. Em 18 de agosto de 2020, os militares liderados pelo coronel Assimi Goïta e pelo coronel-major Ismaël Wagué em Kati, região de Koulikoro, começaram um motim. O presidente Keita e o primeiro-ministro Boubou Cissé foram presos e, pouco depois da meia-noite, Keita anunciou sua renúncia, dizendo que não queria ver derramamento de sangue.
Após a renúncia de Keita, como representante dos oficiais militares, Wagué anunciou a formação do Comitê Nacional para a Salvação do Povo (CNSP), e prometeu realizar eleições em um futuro próximo. Em 12 de setembro de 2020, o CNSP concordou com uma transição política de 18 meses para o regime civil. Pouco depois, Bah N'daw foi nomeado presidente interino por um grupo de 17 eleitores, com Goïta sendo nomeado vice-presidente. O governo foi empossado em 25 de setembro de 2020.
Em 18 de janeiro de 2021, o governo de transição anunciou que o CNSP havia sido dissolvido, quase quatro meses depois de ter sido prometido no acordo inicial.

## Golpe
As tensões exacerbaram entre o governo civil de transição e os militares desde a transferência do poder em setembro. O movimento de oposição M5, que liderou os protestos em 2020 contra Keita, pediu publicamente que o governo provisório fosse dissolvido e substituído por um "mais legítimo". Em 14 de maio, o governo anunciou planos para um novo gabinete "amplo".
Em 24 de maio, a crise atingiu seu ápice após uma remodelação do gabinete. Na remodelação, o poder dos militares sobre os principais ministérios não foi alterado, no entanto, dois líderes do golpe de 2020 - Sadio Camara e Modibo Kone - foram substituídos pela administração de N'daw.
Mais tarde naquele dia, o aumento da atividade militar foi relatado por várias fontes, incluindo a Embaixada dos Estados Unidos em Bamako, embora a cidade permanecesse relativamente calma. Vários jornalistas relataram que três principais líderes civis - N'daw, Ouane e Doucouré, estavam sendo detidos em uma base militar em Kati, nos arredores de Bamako.
Em um comunicado na televisão pública, Goïta anunciou que Ndaw e Ouane foram despojados de seus poderes porque tentaram "sabotar" a transição que, segundo Goïta, iria "proceder como normalmente". Goita, um vice-presidente no governo interino, declarou que deveria ter sido consultado sobre a mudança no gabinete, no que descreveu como uma violação da carta de transição redigida pela junta militar após o golpe de Estado de 2020. Também prometeu que novas eleições seriam realizadas em 2022.

## Resposta
O golpe de Estado foi amplamente condenado pela comunidade internacional.
As Nações Unidas, por meio de sua missão de manutenção da paz, a MINUSMA, rapidamente condenou o golpe e pediu calma em todo o país. António Guterres, o Secretário-Geral das Nações Unidas, apelou à calma e à libertação dos prisioneiros. Félix Tshisekedi, o Presidente da República Democrática do Congo e líder da União Africana, "condenou veementemente qualquer ação que vise desestabilizar o Mali". O ministro das Relações Exteriores da França, Jean-Yves Le Drian, também condenou o golpe, dizendo que "a França condena com a maior firmeza o ato violento ocorrido ontem no Mali".
Além disso, as Nações Unidas, a CEDEAO, a União Europeia, os Estados Unidos e a União Africana emitiram uma declaração conjunta condenando o golpe e apelando à libertação dos políticos.